# キラキラ☆プリキュアアラモード
『キラキラ☆プリキュアアラモード』（KIRAKIRA ☆ PRECURE A LA MODE）は、2017年2月5日から2018年1月28日まで、朝日放送の制作により、テレビ朝日系列で毎週日曜8時30分から9時（JST）に全49話が放送された、東映アニメーション制作のテレビアニメ。「プリキュアシリーズ」の通算14作目にして、12代目のプリキュアに当たる。
略称は「プリアラ」。また、星マーク（☆）が表示できない場合があるため、『キラキラ プリキュアアラモード』と星マークを省略して表記する場合もある。
キャッチコピーは「つくって！たべて！たたかって！ 元気と笑顔をレッツ・ラ・まぜまぜ！」。

## 概要
本作品では「スイーツ×アニマル」をテーマとして、一人一人の性格や価値観が全く異なるがスイーツが好きという共通点を持つ個性的な少女達が普段はパティシエとなってお菓子作りをしながらも、それぞれの個性が元となる動物をモチーフとした姿のプリキュアとなって、大好きなスイーツを守るために敵に立ち向かう物語となる。
ABCアニメーションプロデューサーの田中昂は「見た目も性格も学年もバラバラな、個性豊かな5人の女の子たちが主人公。気が合わないんじゃないかと思わせるが、結び付ける本作品もう一つの主人公であるスイーツを一緒に作って食べ、それをキッカケとして互いの友情や絆を深め、息を合わせ数々の困難に立ち向かっていく。これまで描かれてきた「友情」「夢」といったテーマに加え、友達や家族のことを思いながら料理をすること、そしてそれを一緒に食べること、「つくる」「たべる」という生きていくなかで欠かせないことの大切さを丁寧に描いていきたい」、東映アニメーションプロデューサーの神木優は「彼女達は自分の特技を活かして生きる動物のように、戦い方も5人5様ですし、スイーツへの向き合い方も違う。「素敵なヒロイン像」は決して1つではないはず。個性豊かな5人のプリキュアが繰り広げるドラマやアクションを一緒に楽しんでいただけると嬉しい。またたくさんのスイーツが登場し、作るときの胸の高鳴りや、色、形、味に込められた作り手の想いなど、目には見えないスイーツの魅力も余すことなく描きたいと思う」とそれぞれ語っている。
バトルシーンも過去作品での拳による肉弾戦を封印し、「クリームエネルギー」と呼ばれる力を使ったカラフルポップな描写に変わるとされている。これについて神木は「肉弾戦はシリーズの代名詞でもあったので、大切にしてきた。考えた末の決断。一方で、スイーツのときめきをバトルに生かしたい。物理攻撃でなくてもバトルを描けるのではないか？と考えた。挑戦をしたかった」、シリーズディレクターの暮田公平は「スイーツを作ったり、食べる楽しさをバトルでも生かせないか？と考えた。バトルでもときめきを見せたい。エネルギー源をホイップの形にするなどスイーツをイメージしたエフェクトで戦うことになる。アクションも楽しく見せられるように、試行錯誤中」とそれぞれ語っている。本作品にてプリキュアが戦う敵は従来のシリーズ作品のように当初から組織だったものとして描かれておらず、当初の散発的に悪事を働く妖精たちから、彼らの裏で糸を引く幹部相当のキャラクター、そして黒幕的な存在といった具合に、ストーリーの進行に合わせて徐々にその全容を現していくというスタイルが採られている。
また、本作品では毎回様々なスイーツを作る描写が盛り込まれ、料理研究家の福田淳子の監修のもと、家庭でも作れるよう、一部話数では次回予告後のミニコーナー「プリアラレッツ・ラ・1ぷんかんクッキング」あるいは「プリアラレッツ・ラデコレーション」で紹介するほか、毎回番組公式ウェブサイトや公式YouTubeチャンネルにて、登場したスイーツのレシピや作り方の動画も公開されている。このコーナーが放送される場合は、提供クレジットはアバンタイトルとこのコーナー内で表示される。また、エンドカードもその回に作ったスイーツの写真が映し出される。第1話では本編中でも実写による料理作成映像が用いられた。
これまでのシリーズ作品と同様、本作品でも文字多重放送を実施しており、いちか/キュアホイップの台詞を黄色、それ以外の人物を白で表記している。データ放送では前作に引き続き「じゃんけん」を採用、当選時の応募は電話（67コール）と朝日放送の公式ウェブサイト（パソコン用・スマートフォン用いずれも）で受け付ける。データ放送のオーバーレイ表示機能による「リモコン操作による時計表示」は、前作に引き続き通常表示と非表示、「プリキュア仕様」として星型でペコリンの顔が飛び出す「ペコリンとけい」となった。また、公式スマートフォンアプリの番組連動機能が刷新され、テレビ視聴中にデータ放送に表示されたアイテムをスマートフォンのカメラで読み取ることで獲得し、写真にデコレーションして楽しむことが出来る「キラキラ☆コレクション」に変更されている。アイキャッチは前作に引き続きBパート開始時のみであるが、前作までとは異なり映像は数パターンの映像を週替わりで流す形式となっている。
最終話には、次回作『HUGっと!プリキュア』のキャラクターである野乃はな / キュアエールとはぐたんが登場した。

## あらすじ
伝説のパティシエ・プリキュア、スイーツで世界を笑顔に包みこんだ古の存在。今、スイーツに宿るキラキラルをめぐり新たなプリキュアの力が試される。これは現代に蘇った悪しき者からみんなの笑顔とキラキラルを守るため、プリキュアとして立ち向かう性格も価値観もスイーツの好みも違う少女たちの物語である。
第1話 - 第11話
スイーツ好きの中学2年生宇佐美いちかは、1年ぶりに海外から帰国する母のためにショートケーキを作ろうと決める。スポンジを上手く膨らませることができずにいたが、突然現れた妖精のペコリンからアドバイスを受ける。一方でいちご坂商店街では、思いのこもったスイーツに宿るエネルギーキラキラルを狙う悪い妖精ガミーが出現し、いちかのケーキを奪おうとする。母から「帰れない」と電話を受けたいちかは落ち込み、諦めていたが、ペコリンの言葉で考えを改めた時、不思議な光に包まれる。いちかはケーキを完成させ、伝説のパティシエ「プリキュア」に変身し、キュアホイップになる。
ガミーの撃退後、いちかの前に現れたしゃべる鞄がパティスリーに変身する。妖精たちの長老から、キラキラルを狙う者を阻止するために力を貸してほしいと頼まれたいちかは、パティスリーでスイーツを作り放題、食べ放題と聞いて快諾する。その後、いちかのクラスメイトで臆病だがスイーツに博学な有栖川ひまりがキュアカスタードに、2人と同学年で自由奔放だが実は勤勉家の立神あおいがキュアジェラートに、美しく気高いが根は繊細な高校2年生の琴爪ゆかりがキュアマカロンに、ゆかりと同学年で誰にでも優しくボーイッシュな剣城あきらがキュアショコラに覚醒し、悪い妖精たちを退けていった。
パティスリー工房でのお茶会で、長老はいちご山にあったスイーツ工房を思い出す。いちご山でスイーツ作りをしていた妖精は、キラキラルを狙ってガミーたちが襲ってきたことで離れ離れになっていた。いちかの提案で5人はスイーツショップを開くことになり、大変な事前準備を経てキラキラパティスリー（キラパティ）をオープンする。評判になり始めたキラキラパティスリーは、町で毎年行われるイベントスイーツフェスティバルに参加するが、そこへ悪い妖精たちが現れてイベントをめちゃくちゃにし、合体してキラキラルを奪おうとする。しかし、いちかが父の気持ちに触れたことがきっかけで人々の心のキラキラルが反応し、生成されたキャンディロッドの力でプリキュアは悪い妖精を浄化する。
第12話 - 第23話
いちかのクラスに黒樹リオという少年が転校してきた。いちかは初対面のはずのリオがいちかの名前を知っていたことに疑問を抱く。いちかたちの前に、ガミーたちを操ってキラキラルを奪っていた謎の少年ジュリオが現れる。ジュリオと戦う一方で、ゆかりは黒樹リオとジュリオが同一人物であることを突き止める。いちかがリオによってキラキラルを奪われ、キラキラルの力でカスタードたちは追い詰められるが、ペコリンによってキラキラルが復活したホイップがジュリオを圧倒し退ける。リオが学校に来なくなり、ジュリオの正体が分からずじまいとなった一方で、キラキラパティスリーに客が来なくなる。キラパティに関するデタラメな噂が原因だと知ったいちかたちの元へ、噂を流した少女ビブリーが現れる。ビブリーはジュリオの仲間であり、闇の存在ノワールの手先だった。
パリで有名な若き天才パティシエキラ星シエルが来日する。いちご坂商店街で期間限定のスイーツショップを開いたシエルは、いちかたちと交流するようになる。長老がキラキラルの花火を打ち上げたことで、離れ離れになっていた妖精たちがいちご山に戻ってくる。再開を祝ってスイーツパーティーを開くことになったところに、シエルが現れる。シエルの正体は、妖精のキラリンだった。いちご山を襲撃してきたビブリーを退け、シエルはいちかたちがプリキュアであることを知るが、直後にノワールの力でパワーアップしたジュリオが現れる。キラリンはジュリオの正体が、パリでの修行中に行方不明になった双子の弟ピカリオだと気づく。ピカリオは、スイーツ作りが上達していく姉と違って上手くいかない自分に絶望していたところを、ノワールの闇の力でジュリオに変えられていた。プリキュアが浄化したことによってジュリオはピカリオに戻るが、シエルは無意識にピカリオを追い詰めていたことを知り落ち込む。そこへ現れたノワールによってシエルは大量のキラキラルを奪われ闇に囚われるが、ジュリオが作った思い出のワッフルに救われ、キラキラルで作ったペガサスパフェによってキュアパルフェへ変身を遂げる。
第24話 - 第40話
シエルは、負傷していちご山の空洞で眠りについたピカリオが目を覚ますことを願い、いちかたちとキラキラルを守る決意を固める。今まで仲間を作ってこなかったことを省みたシエルは、いちかたちともっと仲良くなるためにいちかたちの学校に転入する。ノワールが新たにキラキラル集めを命じた幹部グレイブとエリシオと戦う中で、プリキュアたちの持つ不思議な結晶が動物の形に変化する。プリキュアはいちご山の地下空洞に現れたビブリーと交戦するが、その最中に動物の結晶が光を放ち、いちかたちは昔のいちご坂町に飛ばされる。いちかたちが昔のプリキュアルミエルのスイーツ作りを手伝っていたところへ、ノワールに騙されていたことを知ったビブリーが逃げ込んでくる。ルミエルによって現代へ送り返されたプリキュアたちは、ルミエルから譲渡された絞り器が変化したキラキラルクリーマーと、結晶から生まれたクリスタルアニマルを使った必殺技で、ノワールによって巨大イルに吸収されたビブリーを救い出す。
クリスタルアニマルと遊び、ビブリーとも仲良くなった矢先に、キラキラルを利用して人の心を闇に染める魔獣ディアブルが現れる。一度はスイーツ作りに迷いを感じたいちかたちだったが、人々の笑顔を守るためにこれからもスイーツを作り続ける決意を新たにする。ノワールの闇に対抗するために、いちご山に全国の妖精が集まって妖精大会議が開かれる。プリキュアやキラキラルの存在を知らなかった他の山の妖精のためにスイーツ作りを教えることになったが、ディアブルの力を使役するようになったグレイブによって、いちご坂商店街の人々が粘土兵士にされる。プリキュアは粘土兵士に手を出せず、いちご山にまで侵攻されるが、復活したピカリオことリオが助けに入る。プリキュアはリオの助言で、闇のキラキラルを相殺するためのスイーツ作りに着手するが、グレイブの妨害を受けて追い詰められる。しかし、街の動物と妖精がルミエルに守られながら作ったスイーツによって、街や人々は元に戻る。プリキュアはスイーツキャッスルでアラモードスタイルに変身し、暴走し巨大化したグレイブを浄化する。
第41話 - 第49話
目を覚ましたリオは、これまでの自分の行いを後悔し、一度は街を出ようとしたが、スイーツを作り続けたいという本音をシエルに吐露し、2人で困難を乗り越えていくことを約束していちご坂の店を続けていく。
いちかは、他のみんなが将来の夢に向かって新たに歩き始めるなかで、自分だけ夢が見つからず悩むようになる。いちかの誕生日パーティーが始まるが、そこへエリシオによく似た姿をした、本来の姿のノワールが現れる。復活したルミエルも駆けつけ、プリキュアたちとノワールの交戦の最中、突然ノワールからエリシオが分離する。エリシオはノワールとルミエルを封印し、その力で感情のない空っぽの世界を創造する。直前にキラパティのカバンに入れられていたペコリンと長老は無事だったが、いちご坂商店街は消え、いちご山はゴミ捨て場と化し、いちかたちは自分がプリキュアであることやペコリンのことも忘れていた。エリシオの手下のなっていたグレイブの妨害を受けながらも、いちかたちを元に戻すために諦めないペコリンに奇跡が起こり、ペコリンはキュアペコリンに変身する。キュアペコリンの活躍で、いちかたちは大好きという気持ちを取り戻して再びプリキュアになり、エリシオとの決戦の中で降り注いだキラキラルにより、いちご坂の人々も元に戻る。エリシオは自分の命をかけて作り出した漆黒の空洞で地球ごと包み込むが、ホイップはエリシオの中にあったキラキラルを見つけ、プリキュアは地球を元に戻す。エリシオは自分の間違いを認めて、どこかへ去っていった。
1年後、ゆかりは海外へ留学し、ひまり・あおい・あきら・シエルもそれぞれの夢へ向かっての勉強のため日に日にキラパティ通いが難しくなってきていた。そんなある日、ゆかりが帰国し久しぶりに6人でのキラパティが開く、…同時にこれが6人最後のキラパティとなる。店は大盛況を見せ無事閉店を迎える。6人は打ち上げを開き思い出を語っていたが、ふといちかの夢を聞いていないことに気づく。ひまりたちが尋ねるといちかは「エリシオに伝えた『世界中の人たちを笑顔にする』を叶えたい、けどキラパティも続けたい…」とジレンマを吐露する。それを聞いた5人は「世界中でキラパティを開いて笑顔にするのはどう？両方叶えよう！」と後押しし、長老もキラパティをいちかに託す。いちかは思いがけない提案に感涙し感謝を述べ、ひまりたちも彼女の新たな門出を祝福する。キラパティは歓喜と笑顔に包まれ大団円となった。数年後いちかは異国の地でキラパティを開きスイーツを振る舞い、食べたお客さんを笑顔へといざなっていた。
いちかはひまり・あおい・ゆかり・あきら・シエル＆リオ、そしてペコリン・長老＆ビブリーを思い出し「みんなのエールがあったから、こんなはなやかな夢が叶った…」と改めて感謝し、そして「みんなも夢を叶えて頑張っていると思うから、わたしだって負けない！ホイップ・ステップ・ジャーンプ！」と意気込み、今日もベストマッチな「元気」と「笑顔」をレッツ・ラ・まぜまぜしたスイーツをつくりお客さんをキラっときらめく笑顔で迎えるのであった。

## 登場人物

### プリキュア
いちか、ひまり、あおい、ゆかりは「苺坂町」に住み、あきらは第5話で同町に越してきた。シエルは妖精キラリンが人間に変身した姿で、同町の近くにある「いちご山」出身。
いちか、ひまり、あおいは「いちご坂中学校」の2年生（いちかとひまりは2組、あおいは4組）で、シエルも第24話で2組に編入する。ゆかりとあきらは「いちご野高校」に通う2年生（ゆかりはA組、あきらは言及なし）。
一人称はあおいのみ「あたし」、他5人は「わたし」。
宇佐美 いちか（うさみ いちか） / キュアホイップ
声 - 美山加恋
本作品の主人公。スイーツが大好きで、明るくお調子者の中学2年生の少女。うさぎショートケーキのプリキュア「キュアホイップ」に変身する。1月7日生まれ。
感受性豊かで、うれしいことがあると「ウサギ」のように跳びはねるクセがある。よく失敗するが、スイーツのデコレーションには自信があり、直感とひらめきを活用して様々なアニマルスイーツを生み出している。
口癖は「キラっとひらめいた！」「ホイップ・ステップ・ジャーンプ！」。好きなスイーツはショートケーキ。スイーツが好きな理由は「スイーツには想いがつまっているから」。
母・さとみの教えを守り、常に笑顔で過ごすことを心掛けている。
最終回では、数年後、世界中でスイーツを作っている様子が描かれた。
番組開始に先駆けて、シリーズ前作『魔法つかいプリキュア!』の2017年1月29日放送分（第50話）にもゲストとして登場した。詳細は当該項目を参照。
有栖川 ひまり（ありすがわ ひまり） / キュアカスタード
声 - 福原遥
努力家で頭の良い中学2年生の少女。りすプリンのプリキュア「キュアカスタード」に変身する。4月16日生まれ。
「リス」のように小柄で足が早い。普段は臆病な性格だが、スイーツが大好きで、スイーツのこととなると饒舌になる。スイーツに関する知識は膨大で、スイーツ博士としていちかたちから頼りにされている。
口癖は「スイーツは科学です！」「説明します！」。好きなスイーツはプリン。スイーツが好きな理由は「スイーツにはおいしさの秘密がつまっているから」。
最終回では、エリシオとの戦いから1年後、食品科学で有名な高校への進学が決まった。
立神 あおい（たてがみ あおい） / キュアジェラート
声 - 村中知
自由奔放で情熱的な中学2年生の少女。らいおんアイスのプリキュア「キュアジェラート」に変身する。8月27日生まれ。
「ライオン」のように勇敢で気が強い。腕力には自信があり、スイーツ作りにおいては力仕事を担当し、いちかたちを支えている。歌が好きで、ロックバンド「ワイルドアジュール」ではボーカルを担当している。自身が音楽の世界に入るきっかけを作ったロックバンド「ガナッシュ」の岬あやねを目標としている。大企業「立神コンツェルン」の会長令嬢。
口癖は「燃えてきたーーー！」「ウォーーー！」。好きなスイーツはアイス。スイーツが好きな理由は「スイーツを食べると元気がみなぎるから」。
最終回では、エリシオとの戦いから1年後、ワイルドアジュールの活動がメジャーデビューに向けて順調である事が明かされた。
琴爪 ゆかり（ことづめ ゆかり） / キュアマカロン
声 - 藤田咲
美しく気高い高校2年生の少女。ねこマカロンのプリキュア「キュアマカロン」に変身する。6月11日生まれ。
「ネコ」のように上品で気まぐれな人物。器用で何事もそつなくこなし、それゆえに日々を退屈に過ごしていたが、風変わりないちかと出会ってからは、毎日を楽しむようになる。
メンバーの中では一際勘が鋭く、物事を影から解決に導くことが多い。ジュリオが接触してきた際には、言葉巧みにジュリオの企みを暴き出したほか、悪い噂の出所を親衛隊を使いこなし、探り当てたこともある。
同じ学年のあきらとは一緒にいる機会が多い。
口癖は「面白いわ」「フフフ…」。好きなスイーツはマカロン。スイーツが好きな理由は「スイーツにはときめきがあるから」。
物語終盤では、スイーツについて真剣に学ぶためにコンフェイト公国へ留学することを決意する。
剣城 あきら（けんじょう あきら） / キュアショコラ
声 - 森なな子
やさしくボーイッシュな高校2年生の少女。いぬチョコレートのプリキュア「キュアショコラ」に変身する。9月24日生まれ。
「イヌ」のように仲間思いで、面倒見がよく周囲から頼りにされている。妹のみくの看病のために病院の近くへ引っ越した両親から離れ、いちご野高校があるいちかの住む街に引っ越し、いちかの隣の家の祖母であるトミの家に世話になっている。
同じ学年のゆかりとは一緒にいる機会が多い。
口癖は「よしよし」「大丈夫？」。好きなスイーツはチョコレート。スイーツが好きな理由は「スイーツは食べた人を元気にすることができるから」。
体が弱い妹のみくの影響もあり、将来は研究者になることを目標とする。
最終回では、医師として病院で活動している。
キラ星 シエル（キラほし シエル） / キュアパルフェ
声 - 水瀬いのり
妖精のキラリンが人間に変身した姿であり、フランス・パリで「若き天才パティシエ」として活躍する13歳の少女。ペガサスパフェのプリキュア「キュアパルフェ」に変身する。7月30日生まれ。
人一倍スイーツへのこだわりを持つ努力家で、プリキュアとなって、スイーツでみんなを幸せにすることを夢としている。
口癖は「ボンジュール！」「トレビアン！」。好きなスイーツはパフェ。スイーツが好きな理由は「スイーツを作ることによって自分らしく輝くことができるから」。

#### 古のプリキュア
ルミエル
声 - 安野希世乃
100年前のいちご坂にいた古のプリキュア。人々を笑顔にするためにパティシエとして活躍していた。外国人であり、いちご坂の雰囲気を気に入って住み着いたとされる。
変身の際の掛け声は「キュアラモード！」のみ。身の丈とほぼ同じ大きさのピンク色の泡立て器型のアイテムを持ち、これを用いてリュミエール・コンフィズリーという技を発動できる。
物語終盤で復活し、ノワールの前に立ちはだかるものの、突如として現れたエリシオによってノワール共々カードに封印されてしまう。
最終回では、ルミエルが転生した少女が登場した。

### 妖精
いちご山をはじめとする日本各地に里を築いて暮らしており、それぞれがスイーツ作りの修業に励んでいる。中にはキラリンとピカリオのようにさらなる修業のために海外に渡る妖精もおり、一定の修業を積むことで人間に変身することが可能となる。また、動物の言葉を理解することができる。
ペコリン
声 - かないみか
プリキュアに憧れている、スイーツが大好きな甘えん坊の妖精。口癖は「〜ペコ！」。
気分によって耳の色が変化し、キラキラルを感じることができるという特性を持つ。犬や猫の真似が得意。
好きなスイーツはドーナツ。スイーツが好きな理由は「美味しいから」。
最終回では、エリシオとの戦いから1年後、いちかたちの意思を受け継ぎスイーツづくりを行うようになる。さらに数年後、修行を経てキラパティの跡地に「ペコリンパティスリー」を開店する。
人間態
ペコリンが夢の中でルミエルと出会い、キラキラルの力で人間になった姿。窮地に陥ったプリキュアを助けるために、ペコリン自身のキラキラルを使用したことによって、変身できなくなった。のちにキュアペコリンに変身する際にも人間の姿になった。

長老
声 - 水島裕
いちご山の妖精たちの長老。本名不明。キラキラルを狙う悪い妖精たちからスイーツを守るようプリキュアに助けを求める。
弟子たちとスイーツ作りの修行をしていたが、クリーム爆発に巻き込まれて以来、お化けのように透けた体になった。キラパティの外へ出ると消えてしまう後遺症を得てしまったため、普段はキラパティの中に住んでいる。また、キラパティが収納されている状態では敵に襲われた際などに逃げることができないため、トランクを持ち運んで貰う必要がある。人間の紳士の姿に変身することができる。行方不明になっていた体は、魂と離れている間に闇が生まれたことで暴走するが、説得を受けたことで魂と一緒になった。
キラリン
声 - 水瀬いのり
スイーツ作りが大好きな、いちご山出身の妖精。ピカリオの双子の姉。フランスでのスイーツ作りの修行の末に、人間のキラ星シエルに変身できるようになった。ただし、空腹になるとキラリンの姿に戻る。

ピカリオ
声 - 皆川純子
キラリンの双子の弟。努力家で頭がいい。キラリンと共にフランスでスイーツ作りの修行をしていたが、上達していく姉と比べて上手くいかないことに絶望していたところをノワールによって悪に染められ、ジュリオとなった。のちにプリキュアとの戦いを経て元の心を取り戻す。その後、長らくいちご山の祭壇で眠りについていたが、復活してからはシエル・ドゥ・レーヴに居候し、スイーツも再び作るようになる。

リオ
復活後のピカリオの人間の姿。

### キラキラルをうばう存在
本作品におけるプリキュアの敵対勢力で、闇の存在とされているノワールが率いる謎の集団。
人々のこころを深く暗く沈め、世界中を闇に染めて支配することを目的に掲げており、その目的を達成させるために必要なキラキラルという想いが込められた美味しいスイーツに宿る強大なエネルギーを奪おうと目論む。
ノワールのしもべは、ノワールのために大量の「キラキラル」を収集している。いずれの者も元々心に闇を抱えていた人間や妖精であり、ノワールのスカウトを受けた上でキラキラルそのものを闇に染められた存在であるため、たとえプリキュアの技で浄化されたとしても、本人が元々抱えていた心の闇を克服しない限りはキラキラルの闇が浄化されることはない。
ノワール
声 - 塩屋翼
キラキラルを集めるよう、しもべたちに命じている闇の存在。負の感情を抱える人々から無機質と化したキラキラルを抜き出し、そのキラキラルを自身の闇の力によって危険なアイテムに変換する能力を宿している。
本来はエリシオに酷似した男の姿をしている。元々は、戦場で許されない罪を犯す日々を送っていた人間。介護される形で一緒に生活するようになったルミエルに好意を抱くが、博愛を独占しようとして彼女に拒絶されたことで絶望し、闇の存在に変貌して世界を闇で覆い尽くそうと目論むようになった経緯を持つ。
物語終盤で突如エリシオによって反旗を翻され、ルミエルと共にカードに封印されてしまう。
最終回では、とある外国に住む人間の少年として転生していた。
ディアブル
声 - 竹内良太
昔のいちご坂に出現したノワールの分身の魔獣で、復活していちかたちの前に現れた。周囲を闇に染める力を持っている。のちにエリシオがノワールをカードに封印して闇の力を消去させた影響でディアブル自身も消滅する。
最終回では、とある外国の通常の犬として転生しており、ノワールが転生した存在である少年と行動をともにしていた。

ジュリオ
声 - 皆川純子
仮面をつけた少年。キラキラルの実験のために黒樹 リオ（くろき リオ）という少年に扮し、いちかたちの周囲に現れる。
正体は、ノワールによって闇の力で変貌した妖精のピカリオ。スイーツも姉のキラリンも大嫌いだと主張するが、実際は大好きな気持ちの裏返しだった。プリキュアのキラキラルによって浄化され、ピカリオの姿に戻る。

ビブリー
声 - 千葉千恵巳
ノワールのしもべを務める少女。ノワールから与えられたイルというぬいぐるみを常に持ち歩いている。ノワールへの忠誠心は非常に高く、自身を「愛の化身」と称する一方、傲慢にして嗜虐的な本性をもつ。
元々は、100年以上前の「いちご坂」にある街でひとり寂しく生活していた少女だった。過去のいちご坂にタイムスリップした際に、自分がノワールに騙されていたことを知り、元の時代に戻り闇の支配から逃れてからは、シエルに請われる形で「シエル・ドゥ・レーヴ」に居候する傍ら店の手伝いをするようになる。最終回では数年後、ペコリンパティセリーに移籍して働いている。
巨大イル
声 - 真木駿一
ぬいぐるみのイルがキラキラルを吸収した姿。ビブリーと合体することもできる。ノワールによって過去から戻ったビブリーを吸収するが、最後はプリキュア・アニマルゴーランドによってビブリーと分離させられ消滅する。

エリシオ
声 - 平川大輔
ノワールのしもべの1人。カードを駆使してプリキュアの弱点を突いた攻撃を行う。
「からっぽの道化師」を自称する。表向きは温厚かつ紳士然とした人物だが、その本性は冷徹かつ陰湿であり、相手の弱みにつけ込んだり、相手を追いつめて絶望させることを好む。
その正体は、100年前にノワールが自分の身体から精神を離脱させ、残った身体に「エリシオ」という独自の人格を与えて誕生した存在。ノワールが掲げる闇の世界を創造するため、100年間、闇に染めたキラキラルを集めていた。
封印したルミエルとノワールの力で、大好きも大嫌いもない空っぽな世界を創ろうとするが、プリキュアによって地球が元に戻った後は自身の間違いを認め、何処かへ去って行った。
カードモンスター
声 - 真木駿一
エリシオが使役する怪物。あらゆる物体にエリシオが所有する「キラキラル」を吸収したカードをまとわせて生みだされる。

グレイブ
声 - 江川央生
ノワールのしもべの1人。自分のルールにこだわりがある、神経質な人物。移動手段として巨大な車を利用し、粘土の手下を使って攻撃する。
元来より非常に柄が悪く、何事も自分より弱い者を踏み潰す形でのし上がってきた人間であり、その過程で徐々に孤立して行く中でノワールと出会い、配下となったという経緯をもつ。
プリキュアに敗れると共にエリシオによってカードに封印されるが、後に生還する。
ネンドモンスター
声 - 真木駿一
グレイブが操る手下。グレイブがつくった粘土細工の人形を素体に、グレイブが闇に染まった「キラキラル」を1つ与えることで生みだされる存在で、ある程度の知性や感情をもつ。

#### 悪い妖精
力を得るためにキラキラルを奪おうとする妖精達。キラキラルを吸収することによって大きな怪物に姿を変化させる性質を持つ。実際にはジュリオから渡されたベルトに操られていたに過ぎず、プリキュアの力によって心優しい妖精に戻った。
ガミー
声 - うえだゆうじ
ケーキに宿るキラキラルを狙った妖精で、キラキラルを狙う妖精達の実質的なリーダー格。スイーツフェスティバルでは、悪さをしていた他の妖精たちと合体した姿になった。
プルプル
声 - 武虎
プリンに宿るキラキラルを狙った妖精。
ホットー
声 - 伊丸岡篤
アイスクリームに宿るキラキラルを狙った妖精。
シュックリー
声 - 武虎
シュークリームに宿るキラキラルを狙った妖精。
マキャロンヌ
声 - 川崎恵理子
マカロンに宿るキラキラルを狙った妖精。
ビタード
声 - 伊丸岡篤
チョコレートに宿るキラキラルを狙った妖精。
フエール
声 - 武虎
ドーナツに宿るキラキラルを狙った妖精。
スポンジン
声 - 伊丸岡篤
いちかたちがえみるに作ったスイーツに宿るキラキラルを狙った妖精。
クッカクッキー
声 - 武虎
ドーナツに宿るキラキラルを狙った妖精。
タルトーン
声 - 川崎恵理子
タルトに宿るキラキラルを狙った妖精。
モンブラン
声 - 不明
テレビシリーズの派生作品にあたる『キラキラ☆プリキュアアラモードショー1』にて初登場したオリジナルのキャラクター。

### プリキュアの家族
宇佐美 源一郎（うさみ げんいちろう）
声 - 津田健次郎
いちかの父で空手家。年頃の女の子の気持ちが読めないことを、最近の悩みとしている。
宇佐美 さとみ（うさみ さとみ）
声 - 山口由里子
いちかの母で、世界中の小さな村を回っている医師。家にはほとんどいないがいちかにはとても慕われている。
立神 雷桜（たてがみ らいおう）
声 - 小村哲生
あおいの父。立神コンツェルンの社長。
立神 藍子（たてがみ あいこ）
声 - 中村英香
あおいの母。
水嶌 みつよし（みずしま みつよし）
声 - 佐藤拓也
立神コンツェルンの社員。幼少期に身寄りがない所を立神家に拾われ、あおいと一緒に育った。保護者代理としてあおいを一人前の淑女にするため厳しく教育しており、当初はバンドとキラキラパティスリーへの参加を禁止するが、あおいの歌を通じて活動を認める。後に社長の雷桜に立神コンツェルンの跡取りを託される。
琴爪 しの（ことづめ しの）
声 - 天野由梨
ゆかりの祖母で、茶道家。淑やかな京ことばを話す。ゆかりに茶道の基本となる礼儀作法を仕込んだ。
剣城 みく（けんじょう みく）
声 - 本渡楓
あきらの妹で、年齢は9歳。体が弱く、病院に入院している。あきらに似て、しっかり者で心優しい性格。あきらと同じくチョコレートが好きで、きっかけはトイプードルに吠えられて泣いていたところを、あきらから笑顔になるようにとチョコレートを貰った事から。病院から外泊許可が出た際には、キラキラパティスリーを訪れて手伝いを申し出た。
剣城 トミ（けんじょう トミ）
声 - 宮沢きよこ
あきらの祖母。いちかの家の隣に住んでおり、あきらが通ういちご野高校に近いことから、両親の元を離れたあきらの下宿先となる。

### いちご坂中学校
下記の4名はいちかのクラスメイト。
和泉 わたる（いずみ わたる）
声 - 虎島貴明
スポーツが得意な少年。
中野 ひろき（なかの ひろき）
声 - 金子誠
にぎやかなムードメーカーの少年。
神楽坂 りさ（かぐらざか りさ）
声 - 渋谷彩乃
明るくミーハーな少女。
光岡 じゅんこ（みつおか じゅんこ）
声 - 引坂理絵
のんびり屋の少女。

### その他の人々
ワイルドアジュール
あおいが所属しているロックバンド。
園部 けい（そのべ けい）
声 - 真木駿一
ワイルドアジュールのリーダーで、ベース担当の男性。後に家業である医院を継ぐべく、医師の受験勉強に専念することとなり、脱退することが決定した。
横川 りゅうた（よこかわ りゅうた）
声 - 中澤まさとも
ギター担当の少年。
浅香 さら（あさか さら）
声 - 祖山桃子
ドラム担当の女性。

岬 あやね（みさき あやね）
声 - Machico
ロックバンド「ガナッシュ」のボーカルで、あおいの憧れの女性。
日向 まりこ（ひむかい まりこ）
声 - 藤井ゆきよ
スイーツショップ「シュガー」の店主（声 - 天田益男）の娘。バレリーナであり、いちご坂商店街のマドンナでもある。
児玉 えみる（こだま えみる）
声 - 鈴木絵理
キラキラパティスリーの初めての客となった小学生の女の子。常にデジタルカメラを携帯している。親友とのお茶会に必要なスイーツを頼む。
辰巳 だいすけ（たつみ だいすけ）
声 - 間島淳司
キラキラパティスリーを訪れた若い男性客。いちか達のバックアップにより、みどりにクッキーをプレゼントする。
中村 みどり（なかむら みどり）
声 - 佐藤朱
苺坂保育園の保母の若い女性で、眼鏡をかけている。辰巳の小学生時代の同級生。
ナタ王子
声 - 鳥海浩輔
コンフェイト公国の王子。来日中に一目惚れしたゆかりにプロポーズする。ゆかりをかけてあきらとさまざまなジャンルで勝負を行うが、最後はゆかりに断られて失恋し、あきらにゆかりを幸せにするよう言い残して国に帰る。あきらが女であることには最後まで気付かなかった。
立花 ゆう（たちばな ゆう）
声 - 魚建
老齢の科学者で、ひまりの愛読書「スイーツの科学」の著者。立花料理研究所の所長を務める。ひまりに巨大スポンジケーキを作るスイーツ科学大実験の助手を依頼する。
ソレーヌ
声 - 恒松あゆみ
シエルがパリ在住時に働いていたパティスリー「MON TRESOR」（モン・トレゾール）のオーナーで、シエルを天才パティシエへと育て上げた女性。
シエルをパリに連れ戻すためにいちご坂を訪れるが、シエルがいちかたちのアイデアを得て作った「ハムスターパンプキンプリン」を通じて、シエルにとっていちかたちとの交流がパティシエとして高みを目指すために必要なことだと理解し、キラパティに「世界パティシエコンテスト」への出場を依頼する。

ジャン＝ピエール・ジルベルスタイン
声 - 尾上松也
シエルのパリ時代の師匠であるパティシエ。映画『パリッと!想い出のミルフィーユ!』では物語の中心となる。
ゆり、かなこ
声 - 駒形友梨（ゆり）、宮本佳那子（かなこ）
スイーツ番組アシスタントのオーディションに来た女性たち。
三ツ星にゃんこ（みつぼしにゃんこ）
声 - 尾畑美依奈
いちかたちの街に住む、おでこに3つの星模様がある野良猫。いちご山の野良猫たちを率いるボスでもある。この猫が訪れたスイーツの店は大繁盛すると言われている。

### 他作品からの登場人物
いずれもシリーズ次作『HUGっと!プリキュア』の登場人物で、最終回にゲストとして先行登場。
野乃 はな（のの はな） / キュアエール
声 - 引坂理絵
同作品の主人公。
はぐたんと共にキラキラパティスリーを訪れるが、その道中に出会ったゆかりに「素敵なお姉様」と憧れを抱く。
長老の身体との戦闘でも本作品のプリキュア達に助太刀するが、本作品のプリキュア達とは異なり、キラキラルを伴わない近接格闘のみで長老の身体にダメージを与えていた。
はぐたん
声 - 多田このみ
キュアエールたちのパートナーである赤ちゃん。
はなに抱えられ、キラキラパティスリーを訪問する。

## プリキュアの設定
本作品におけるプリキュアは「伝説のパティシエ」として位置付けられている。スイーツに宿る「キラキラル」の力を自在に操ることができ、言い伝えではみんなを笑顔にするためにスイーツ作りをしていたという。
いちかたちが作り、想いの力で結晶化した各々のアニマルスイーツをスイーツパクトに装着し、パクトにある星型のボタンを押し、パクト手前にあるボウルをスティックで混ぜて光のクリームを作り出し、そのクリームを纏いながらプリキュアへと変身する。第8話からは全員で「キラキラ☆プリキュアアラモード！」と名乗るようになる。
変身すると常人を遥かに超えた身体能力と格闘能力を得るほか、キラキラルを使うことでクリームエネルギーと呼ばれる力を使うことができ、パクトのボウルを「キラキラキラルン、キラキラル！」と唱えながらスティックで混ぜることでエネルギーを増幅させ、敵に向かって攻撃することができる。

### キュアホイップ
宇佐美いちかが変身する、うさぎショートケーキのプリキュア。変身時の名乗りは「キュアラモード・デコレーション！ ショートケーキ！ 元気と、笑顔を！ レッツ・ラ・まぜまぜ！ キュアホイップ！ できあがり！」。
ウサギの持つ跳躍力と聴力を持っており、ハイジャンプを可能とするほか、物音を聞くことで敵の場所を察知することができる。クリームエネルギーは淡いピンク色のホイップクリーム状となっており、鞭のように振るうことができる。
個人技はホイップ・デコレーション。キャンディロッドのクリームエネルギーをかき混ぜて充填させた状態でロッドのピンクの星を押し「キラキラキラルン！ ホイップ・デコレーション！」と唱えることで、イチゴが添えられた大きいホイップクリームのエネルギー弾を放つ。

### キュアカスタード
有栖川ひまりが変身する、りすプリンのプリキュア。変身時の名乗りは「キュアラモード・デコレーション！ プリン！ 知性と、勇気を！ レッツ・ラ・まぜまぜ！ キュアカスタード！ できあがり！」。
リスのような俊足が持ち味で、小柄なことも相まって高機動で小回りの効いた戦闘を得意とする。クリームエネルギーは淡い黄色で、相手を縛ったり、プリン状に変化させて閉じ込めることができる。
個人技はカスタード・イリュージョン。キャンディロッドの黄色の星を押し「キラキラキラルン！ カスタード・イリュージョン！」と唱えることで、2つのサクランボを出した後ぶつけて無数の黄色のエネルギー弾を出し相手に向かって放つ。

### キュアジェラート
立神あおいが変身する、らいおんアイスのプリキュア。変身時の名乗りは「キュアラモード・デコレーション！ アイス！ 自由と、情熱を！ レッツ・ラ・まぜまぜ！ キュアジェラート！ できあがり！」。
ライオンのように勇猛果敢に敵に挑み、淡い水色のクリームエネルギーを氷に変化させて拳に纏うことで攻撃をすることが可能となっている。また、雄叫びを上げることで、その大声で敵をひるませるだけでなく、キラキラルを放出し光の粒でダメージを与えることもできる。
個人技はジェラート・シェイク。キャンディロッドの青色の星を押し「キラキラキラルン！ ジェラート・シェイク！」と唱えることで、大きな氷を作り出し、連続パンチで砕いた氷を相手に向かってぶつける。対象を凍らせることもできる。

### キュアマカロン
琴爪ゆかりが変身する、ねこマカロンのプリキュア。変身時の名乗りは「キュアラモード・デコレーション！ マカロン！ 美しさと、トキメキを！ レッツ・ラ・まぜまぜ！ キュアマカロン！ できあがり！」。
猫のような俊敏さと柔軟性が特徴で、敵の攻撃を受け流し回避しながら挑発・翻弄する。爪による攻撃も行う。クリームエネルギーは薄紫色で、シャボン玉のようにして飛ばしたり、マカロンの形に生成しヨーヨーのようにして投げた後に絡め取ったりする戦法もできる。
個人技はマカロン・ジュリエンヌ。キャンディロッドの紫色の星を押し「キラキラキラルン！ マカロン・ジュリエンヌ！」と唱えることで、マカロン型のクリームエネルギーを飛ばし「にゃーお♥」の掛け声でクリームエネルギーから爪を出し相手を攻撃する。

### キュアショコラ
剣城あきらが変身する、いぬチョコレートのプリキュア。変身時の名乗りは「キュアラモード・デコレーション！ チョコレート！ 強さと、愛を！ レッツ・ラ・まぜまぜ！ キュアショコラ！ できあがり！」。
服は襟付きのジャケット風のチュニックをベルトで締め、その下に赤いレザーパンツを着用している。
犬のような俊敏性を兼ね備え鼻が利くようになっており、敵の居場所もその匂いで察知することができる。クリームエネルギーは薄い赤色で、剣のような形にしての近接戦を行う。また、チョコレートのようなブロック状の足場を作ることで高い場所への移動も可能とする。
個人技はショコラ・アロマーゼ。キャンディロッドの赤色の星を押し「キラキラキラルン！ ショコラ・アロマーゼ！」と唱えることでドリルのようなチョコレートを発射し、相手の攻撃を包み込んで球状にして闇のキラキラルを浄化する。

### キュアパルフェ
キラ星シエルが変身する、ペガサスパフェのプリキュア。変身時の名乗りは「キュアラモード・デコレーション！ パフェ！ 夢と、希望を！ レッツ・ラ・まぜまぜ！ キュアパルフェ！ できあがり！」。イメージカラーは虹色。
クリームエネルギーの色は明るめの虹色。武器はレインボーリボンで相手に絡めて動きを封じる戦法を行い、ペガサスの羽根を使うことによる飛行能力を持つ。ただしシエル時と同様にエネルギーを多く消費するのが欠点であり、空腹になると変身が解けてしまいキラリンの姿に戻る。
パルフェ単独での浄化技はキラクル・レインボー。レインボーリボンの星の部分を動かし「行くよ！ アン・ドゥ・トレビアン！」と唱え、敵を閉じ込めた器の上にパフェを盛り付け「キラクル・レインボー！」と唱えてリボンを回すことで、パフェが敵を圧縮しキラキラルが下から舞い上がり「ボナペティッ☆」の掛け声で虹色の爆風を起こして敵を浄化する。
個人技はパルフェ・エトワール。レインボーリボンの星のボタンを押し「キラキラキラリン！パルフェ・エトワール！」と唱えることで、リボンで七色のリングを3つ作り出し相手を拘束した後、爆発して攻撃する。

### キュアペコリン
ペコリンがペコリンドーナツのアニマルスイーツで変身するプリキュア。変身時の名乗りは「キュアラモード・デコレーション！ ドーナツ！ ペコペコと、キラキラを！ レッツ・ラ・まぜまぜ！ キュアペコリン！ できあがり！」。
クリームエネルギーはピンクがかったクリーム色で、キャンディロッドからホイップクリーム状の弾を発射することができ、時間が経つことで爆発する。
個人技はキュアドーナッツフルー。他の妖精達と共にキャンディロッドでキラキラルをかき混ぜ、ドーナツ状にして放つ。
初期の構想ではペコリンを番組の中盤で追加戦士としてプリキュアに加入させる案も存在したが、「プリキュアの可愛さとペコリンの可愛さは違う」との理由で一度棄却された。

### アラモードスタイル
キラキラルクリーマーにスイーツキャッスルをセットすることで変身する、プリキュアのパワーアップした姿。

### 合体技
スイー・ツー・ワンダフル・アラモード
キャンディロッドを使用した合体技。キャンディロッドのキラキラルポットを回し「キラキラキラルン、フルチャージ！」と唱え、それぞれケーキ作りの要領でクリームエネルギーを練成していく。完成した巨大な5段ケーキで敵を包み込み、そろって「スイー、ツー、ワンダフルアラモード！」と唱えロッドのポットを回すことで敵を浄化する。
プリキュア・アニマルゴーランド
キラキラルクリーマーを使用した合体技。キラキラルクリーマーから6つのクリスタルにそれぞれのイメージカラーのキラキラルを入れクリスタルを上部分に差し込み「キラッと輝け！ クリスタルアニマル！」と唱えながらクリスタルアニマルを召喚する。クリスタルアニマルの背中に乗り敵を囲んだ後回って、「プリキュア・アニマルゴーランド！」と唱えながらキラキラルクリーマーからキラキラルを出しメリーゴーランドにして包み込んで回転させる。その後中からクリスタルアニマルが出現し爆発して敵を浄化する。
プリキュア・ファンタスティックアニマーレ
ホイップ、カスタード、ジェラート、マカロン、ショコラ、パルフェの6人がアラモードスタイルに変身して放つ合体技。キラキラルクリーマーから6つのクリスタルに金色のキラキラルを入れクリスタルを上部分に差し込み「キラッと輝け！ クリスタルアニマル！」と唱えながらクリスタルアニマルを召喚し、召喚したクリスタルアニマルに乗ってキラキラルクリーマーからキラキラルを放ち対象の敵を囲んで周りながら「プリキュア・ファンタスティックアニマーレ！」と叫んで対象をスイーツキャッスル型に包んだ後に回転させクリスタルアニマルが出現して爆発したあと対象を浄化させる。
プリキュア・ファンタスティックアニマーレスペシャル
上記の6人とキュアペコリンがアラモードスタイルに変身して放つ合体技。キラキラルクリーマーにスイーツキャッスルをセットし、アラモードスタイルに変身した後、「プリキュア・ファンタスティックアニマーレスペシャル！」と叫びながらキラキラルクリーマーから大量のキラキラルを出し超巨大なケーキを作り出したあと、対象の敵にぶつけて宇宙まで飛ばすと中から現れたクリスタルアニマルが対象を包み込み大ダメージを与える。

### 関連アイテム
スイーツパクト
変身アイテム。これとアニマルスイーツを使い、プリキュアへの変身とクリームエネルギーの生成を可能とする。変身後は左腰につけられたスイーツパクトキャリーに収納される。
アニマルスイーツ
いちかたちが作る、動物状にデコレーションされたスイーツ。完成したアニマルスイーツに特別なキラキラルが込められると、キラキラルは結晶化し、小型のアイテムとなる。プリキュアが変身に使用する変身アニマルスイーツを下記に示す。
うさぎショートケーキ
いちかが母への思いを込めて作り、ウサギのデコレーションを施したショートケーキ。母の帰国が延期になり、一度は「どうでもいい」とガミーに差し出そうとしたものの思い直し、ケーキに含まれたキラキラルが結晶化してアイテムに変化した。いちかはこれを用いてホイップに変身する。
りすプリン
いちかとひまりが協力して作り、いちかがひまりをイメージしてリスのデコレーションを施したプリン。ひまりが「友達をなくしたくない！」と強く思ったことでアイテムに変化した。ひまりはこれを用いてカスタードに変身する。
らいおんアイス
いちかがひまりと協力して作り、あおいをイメージしてライオンのデコレーションを施したアイス。アイスを狙ったホットーにあおいが「あたしの大事なアイスだ！」と力強く叫んだことでアイテムに変化した。あおいはこれを用いてジェラートに変身する。
ねこマカロン
ゆかりが作成に失敗したものに、いちかがゆかりをイメージして猫のデコレーションを施したマカロン。マカロンを狙うマキャロンヌに対して守ろうとするホイップの姿にゆかりが応えアイテムに変化した。ゆかりはこれを用いてマカロンに変身する。
いぬチョコレート
いちかがあきらに買ってもらったものを使って作り、あきらをイメージして犬のデコレーションを施したチョコレート。チョコレートを狙うビタードからチョコレートを守ろうとしたあきらの思いがきっかけになりアイテムに変化した。あきらはこれを用いてショコラに変身する。
ペガサスパフェ
シエル（キラリン）が自身およびいちかたちから分け与えられたキラキラルとジュリオ（ピカリオ）が作ったワッフルを用いて作り、いちかがワッフルを翼に見立ててペガサスを連想したところからそのイメージを反映させて作り上げたパフェ。完成後すぐにアイテム化する。シエルはこれを用いてパルフェに変身する。
スイーツキャッスル
いちご坂の全ての住民たちのキラキラルが結集して誕生したお菓子の城。同じ形状のものが6人分存在し、キラキラルクリーマーにセットすることでアラモードスタイルに変身できる。
ペコリンドーナツ
仲間の妖精達と離れ離れになって落ち込んでいるペコリンを元気づけようと、いちかがペコリンと一緒に作ったペコリンをモチーフとしたドーナツ。通常のリングドーナツにストロベリーチョコレートでコーティングし、ペコリンの髪と耳をイメージしたホイップクリームと目と口をチョコレートペンでデコレーションしている。「からっぽの世界」において、いちか達の感情と記憶を取り戻そうと、自ら作ったこのドーナツを守ろうとした際に、ペコリンがプリキュアに覚醒したのを受けてアイテム化した。これを用いてキュアペコリンに変身する。

キャンディロッド
ホイップ、カスタード、ジェラート、マカロン、ショコラの5人とキュアペコリンの戦闘用アイテム。5人のキャンディロッドはスイーツに込められた人々の思いから生まれ出たキラキラルが集まることによって新たに生み出された。キュアペコリンのキャンディロッドはプリキュアへの覚醒と共に新たに生み出された。
ロッドの中央部にキラキラルが溜まったポットが組み込まれており、これを回すことによってクリームエネルギーを作り出し、エネルギーの放出や各種の個人技・合体技を使うことができる。
レインボーリボン
ジュリオから託された黒いロッドが変化して誕生したパルフェの戦闘用アイテム。レインボーのリボンで虹を描いて攻撃に使用する。ほかにも様々な用途がある。
キラキラルクリーマー
ルミエルから譲渡された絞り器が変化したアイテム。中央部にキラキラルを入れるポッドを備え、リボンの丸いボタンを押すことでキラキラルを出す。また上部にはクリスタルやアニマルスイーツを装着することができ、クリスタルアニマルの召喚やアラモードスタイルへの変身を可能とする。
クリスタルアニマル
各々のイメージの動物をモチーフとした、透明な小瓶型のアイテム。先代のプリキュアより授けられた、それぞれのイメージカラーの球体が変化したものであり、これをキラキラルクリーマーに装着することでプリキュアに力を与える。

## 作中用語
キラキラパティスリー
いちかたちがスイーツを作るパティスリー工房で、通称キラパティ。普段は小型のカバンの形状を取っており、これを開けることであらゆる場所に工房を設置することができる。
いちかはパティスリーの店長、ひまりは材料の買い出し、あおいはパティスリーのカウンターやスイーツオブジェの設置、ゆかりはクリームエネルギーを使ってスイーツオブジェの製作、あきらはギャルソンをそれぞれ担当している。シエルも自身の店で余裕が出来た場合を中心に、キラパティに関わるようになった。
調理道具が揃った工房のほか、地下には集めたキラキラルを貯めることができるキラキラルポットがある。キラキラルポットで生成したクリームエネルギーを利用して設備を作ることも出来る。
キラキラル
想いが込められたスイーツに宿るエネルギー。人々や世界を元気にする力があり、プリキュアたちの力の源でもある。
ノワールの手先たちはこのエネルギーを狙っており、キラキラルを奪われることで人々は活力を、スイーツは彩りをそれぞれ失う。
苺坂町（いちござかまち）
いちかたちの住む町。また100年前にルミエルが活躍した場所でもある。山と海に挟まれた立地で坂が多く、商店街には階段も多い。また街中にはシンボルともいえる時計塔も建っている。
いちご坂中学校
いちか・ひまり・あおい・シエルが通う男女共学の中学校。
いちご野高校
ゆかりとあきらが通う男女共学の高等学校。2人にはそれぞれ「お慕いするファンの集い」ができており、それぞれ制服のブレザーの胸元に2人のイラストが入った缶バッジを付けている。
いちご坂商店街
苺坂町にある商店街。まりこの父が営むスイーツショップ「シュガー」やいちかたちをからかったりする店主（声 - 西村太佑）が営む青果店など、様々な店が立ち並ぶ。
マスコットキャラクターはイチゴン。商店街のプロモーション動画を撮るために、いちかがこの着ぐるみを着用した。
苺坂自然公園（いちござかしぜんこうえん）
苺坂町にある自然公園。基本的にはここでキラキラパティスリーの工房を開くことが多い。
いちご山（いちごやま）
苺坂町の近くにある、ペコリンや長老などの妖精たちが住む山。ここで妖精たちがスイーツを作っていたが、ガミー集団の襲撃の際に引き起こされたクリーム爆発による突風で散り散りになった。
山の内部には大量のキラキラルが蓄積された空間も存在し、かつて戦いにより傷ついたピカリオもここで眠りについていた。また内部には古のプリキュアであるルミエルの魂を祭るケーキ型の祭壇が設けられており、そこに備えられた6本のローソクには、クリスタルアニマルの元となった飴型のアイテムも秘められていた。
苺坂保育園（いちござかほいくえん）
苺坂町にある保育園で、中村みどりが勤めている。また、過去にはあおいもこの保育園に通っていた。
いちご坂スイーツフェスティバル
苺坂町で開かれるイベント。ひまり曰く「スイーツを作りたい人も食べたい人も一緒に盛り上がる毎年恒例の一大イベント」で、源一郎と共にいちかも幼少時から訪れていた。いちかたちもキラパティとして、作る側で参加したこともある。
Ciel de rève（シエル・ドゥ・レーヴ）
シエルが営むスイーツショップ。住居も兼ねており、彼女以外に復活したリオとビブリーが居候するようになった。
いちごの総合病院
みくが入院している病院。

立神コンツェルン（たてがみコンツェルン）
あおいの両親が経営している大企業。
黒いロッド
ジュリオの武器。ピカリオのキラキラルがノワールの闇の力によって変化したもので、先端には紫色の宝石が施されている。人々からキラキラルを抜き取ったり、闇の光線を放つ能力を持つ。また奪い取ったキラキラルを用いたノワール・デコレーションで、ロッド自体を様々な武器に変化させることも出来る。後にシエルのキュアパルフェへの覚醒にともない、ロッドも「レインボーリボン」へ変化を遂げた。
白いロッド
復活したピカリオのキラキラルが、ルミエルの光のカによって変化した武器。人々のキラキラルを癒して、光の光線を放つ能力を持つ。グレイブとの戦闘において破壊されてしまったが、この破片の力がいちご坂の妖精・動物達を闇の力から守った。

コンフェイト公国（コンフェイトこうこく）
スイーツで有名な国。

## スタッフ
シリーズディレクターは若手の暮田とベテランの貝澤幸男の2人体制となる。これは一から作品を立ち上げそれから1年間作品をコントロールするに当たり、シリーズディレクターの負担が大きいため見直した結果だという。
シリーズ構成はプロデューサーの神木優と共に『Go!プリンセスプリキュア』や『映画 魔法つかいプリキュア! 奇跡の変身!キュアモフルン!』を手がけた田中仁が、キャラクターデザインは井野真理恵が担当する。音楽は前作『魔法つかいプリキュア!』まで担当した高木洋に代わり林ゆうきが手がける。
また、声優には主人公の宇佐美いちか / キュアホイップを演じる美山加恋と有栖川ひまり / キュアカスタードを演じる福原遥の子役出身者2人が起用されている。
- 原作 - 東堂いづみ
- 漫画 - 上北ふたご (講談社「なかよし」連載)
- 企画 - 西出将之（ABCアニメーション）、高橋知子（ADK）、鷲尾天
- プロデューサー - 野下洋→板井昭浩（朝日放送）、田中昂（ABCアニメーション）、遠藤里紗→矢﨑史（ADK）、神木優
- シリーズ構成 - 田中仁
- キャラクターデザイン - 井野真理恵
- 総作画監督 - 川村敦子（第1 - 12話、第42話）
- スイーツ監修 - 福田淳子
- エフェクト作画監督 - 橋本敬史
- 美術監督 - 飯野敏典
- 色彩設計 - 佐久間ヨシ子
- 撮影監督 - 緒方美佐子
- CGディレクター - 児玉徹郎、松田範雄
- 編集 - 麻生芳弘
- 音響効果 - 石野貴久 (ちゅらサウンド)
- 録音調整 - 川崎公敬、林奈緒美
- 音響制作 - タバック
- 音楽 - 林ゆうき
- 音楽プロデューサー - 堤健一郎
- 音楽制作 - マーベラス
- 音楽制作協力 - 東映アニメーション音楽出版
- 制作担当 - 太田有紀
- アニメーション制作 - 東映アニメーション
- シリーズディレクター - 暮田公平、貝澤幸男
- 制作協力 - 東映
- 制作 - 朝日放送、ABCアニメーション、ADK、東映アニメーション

## 主題歌
主題歌は、オープニングテーマの歌唱を第5回全日本アニソングランプリのファイナリストになった経験を持ち、声優としても活動している、シリーズ初参加の駒形友梨が担当。エンディングテーマは『Yes!プリキュア5』シリーズのエンディングテーマの歌手であり、『ドキドキ!プリキュア』では剣崎真琴 / キュアソードを演じるなど長らくシリーズに関わっている宮本佳那子が歌うこととなった。駒形と宮本はテレビシリーズ第43話でも、テレビ番組アシスタントのオーディションを受けに来た女性役で出演している。また、プリキュア役声優6人によるキャラクターソングを挿入歌として用いている。
本作品以降のプリキュアのテレビシリーズの音楽面においては放送外でも活動を活発化させており、2017年5月14日にはキャラクターソングシングルリリース記念のミニライブが、同年10月7日にはシリーズ初の主題歌歌手を含めた作品単独のライブ「キラキラ☆プリキュアアラモードLIVE2017 スウィート☆デコレーション」が開催された。また、同年8月26日には「Animelo Summer Live 2017 -THE CARD-」に「キラキラ☆プリキュアアラモード サマーセッション」として主題歌歌手とプリキュア役声優計8人が出演した。これはプリキュアシリーズとしては2014年（「プリキュアサマーレインボー!」）以来の出演となる。

### オープニングテーマ
「SHINE!! キラキラ☆プリキュアアラモード」
作詞 - 大森祥子 / 作曲・編曲 - 大竹智之 / 歌 - 駒形友梨
第2話から第6話にはいちかによる冒頭ナレーションが挿入された。
第24話をもってオープニング映像が一部変更。映像後半にシエル / キュアパルフェが登場し、アニマルスイーツに「ペガサスパフェ」が追加された。ジュリオは映像の変更後にも引き続き登場するが、その他の幹部（ビブリー、グレイブ、エリシオ）や黒幕（ノワール）は登場しなくなった。
YouTube版を含む第1話の公式配信分では、歌詞の記載がなくスタッフのみがクレジットされたバージョンのオープニング・エンディング映像が使用されている。

### エンディングテーマ
エンディング映像でのプリキュアたちのダンスの振り付けは、振付稼業air:manが担当している。
「レッツ・ラ・クッキン☆ショータイム」（第1話 - 第22話）
作詞・作曲 - 藤本記子（Nostalgic Orchestra） / 編曲 - 福富雅之（Nostalgic Orchestra） / 歌 - 宮本佳那子
5人のプリキュアがダンスを披露しているほか、ペコリンも登場している。
「シュビドゥビ☆スイーツタイム」（第23話 - 第36話、第39話 - 第49話）
作詞・作曲・編曲 - R・O・N / 歌 - 宮本佳那子
キュアパルフェを加えた6人のプリキュアがダンスを披露しているほか、ペコリンも登場している。
「トレビアンサンブル!!」（第37話 - 第38話）
作詞 - 藤本記子（Nostalgic Orchestra） / 作曲・編曲 - 三好啓太 / 歌 - 駒形友梨＆宮本佳那子
映画『パリッと!想い出のミルフィーユ!』エンディングテーマをそのまま使用、映像は同作品のハイライトシーンを用いている。
映像ソフト収録版、動画配信版では「シュビドゥビ☆スイーツタイム」に差し替え。

### 挿入歌
「ダイスキにベリーを添えて」（第1話、第8話、第21話）
作詞 - 藤本記子（Nostalgic Orchestra） / 作曲・編曲 - 板垣祐介 / 歌 - キュアホイップ（CV：美山加恋）
「プリアラレッツ・ラデコレーション」のBGMとしても使用される。
「プティ＊パティ∞サイエンス」（第2話、第13話、第28話、第43話）
作詞 - 六ツ見純代 / 作曲・編曲 - 板垣祐介 / 歌 - キュアカスタード（CV：福原遥）
「Soul Believer」（第3話、第14話、第27話）
作詞 - ミズノゲンキ / 作曲・編曲 - 睦月周平
歌 - 岬あやね（CV：Machico）（第3話、第27話）
歌 - 立神あおい（CV：村中知）（第3話、第14話、第27話）
「青空Alright」（第3話、第14話、第27話、第42話）
作詞 - ミズノゲンキ / 作曲・編曲 - 睦月周平 / 歌 - キュアジェラート（CV：村中知）
「CAT MEETS SWEETS」（第5話、第16話、第29話、第45話）
作詞 - 藤本記子（Nostalgic Orchestra） / 作曲・編曲 - サイトウヨシヒロ / 歌 - キュアマカロン（CV：藤田咲）
「ショコラ・エトワール」（第6話、第15話、第30話、第44話）
作詞 - eNu / 作曲・編曲 - Kohei by SIMONSAYZ / 歌 - キュアショコラ（CV：森なな子）
「勇気が君を待ってる」（第17話、第31話）
作詞・作曲 - Motokiyo / 編曲 - 菊谷知樹 / 歌 - 駒形友梨
「虹色エスポワール」（第23話、第26話、第41話）
作詞 - 六ツ見純代 / 作曲・編曲 - 加藤賢二 / 歌 - キュアパルフェ（CV：水瀬いのり）
「ススメ!スイーツウェイ」（第38話）
作詞・作曲 - 藤本記子（Nostalgic Orchestra） / 編曲 - 福富雅之（Nostalgic Orchestra） / 歌 - おんなのこペコリン（CV：かないみか）
劇中では人間と化したペコリンが口ずさむ形で使用。
「はらぺこ☆ハピデコ♡ドーナツ」（第38話）
作詞・作曲 - 藤本記子（Nostalgic Orchestra） / 編曲 - 福富雅之（Nostalgic Orchestra） / 歌 - 宇佐美いちか（CV：美山加恋）＆ペコリン（CV：かないみか）
エンディングでのクレジット記載は無し。
「IGNITION」（第42話）
作詞 - ミズノゲンキ / 作曲・編曲 - 睦月周平 / 歌 - 岬あやね（CV：Machico）
「Aile」（第42話）
作詞 - ミズノゲンキ / 作曲・編曲 - 睦月周平 / 歌 - 立神あおい（CV：村中知）

## 各話リスト
- 以下断りのない限り、放送日は日曜の日付を示す。臨時枠移動により日曜以外に放送したものは曜日も併記、さらに通常の放送時間以外に放送された場合にはその旨注釈にて示す。
- 第41話から第44話までのエンドカードでは、「Instagramハッシュタグキャンペーン」に投稿された視聴者が作ったアニマルスイーツの優秀作が発表された[51]。
- 特番やスポーツ中継などによる放送の休止・日時変更は以下の通り。
  - 2017年6月18日…第117回全米オープン選手権（テレビ朝日制作、4時 - 9時）放送のため休止。
  - 2017年8月13日・20日…制作局の朝日放送のみ、第99回全国高校野球選手権大会の中継放送のため臨時枠移動を実施[注 19]（下記の表を参照）。
  - 2017年11月5日…第49回全日本大学駅伝（テレビ朝日・メ〜テレ共同制作、8時05分 - 13時40分。7時45分 - 8時05分に『直前情報』も別途放送）放送のため休止。
  - 2017年12月31日…各局年末特番編成のため休止[注 20]。

| 話数 | サブタイトル                                          | 脚本       | 絵コンテ   | 演出       | 作画監督                          | 美術            | 本放送日            |
| ---- | ----------------------------------------------------- | ---------- | ---------- | ---------- | --------------------------------- | --------------- | ------------------- |
| 1    | 大好きたっぷり！ キュアホイップできあがり！           | 田中仁     | 暮田公平   | 暮田公平   | 山岡直子                          | 飯野敏典        | 2017年 2月5日       |
| 2    | 小さな天才 キュアカスタード！                         | 田中仁     | 宮元宏彰   | 宮元宏彰   | 石川てつや                        | 齋藤優          | 2月12日             |
| 3    | 叫べライオン！ キュアジェラート！                     | 伊藤睦美   | 小山賢     | 古家陽子   | 高橋晃                            | 黄国威          | 2月19日             |
| 4    | 3人そろってレッツ・ラ・まぜまぜ！                     | 犬飼和彦   | 貝澤幸男   | 貝澤幸男   | フランシス・カネダ アリス・ナリオ | 鈴木祥太        | 2月26日             |
| 5    | きまぐれお姉さまは キュアマカロン！                   | 坪田文     | 黒田成美   | 中島豊     | 上野ケン                          | 田中里緑        | 3月5日              |
| 6    | これってラブ！？ 華麗なるキュアショコラ！             | 田中仁     | 神谷智大   | 平山美穂   | 赤田信人                          | 戸杉奈津子      | 3月12日             |
| 7    | ペコリン、ドーナツ作るペコ〜！                        | 犬飼和彦   | 佐々木憲世 | 佐々木憲世 | 河野宏之                          | いいだりえ      | 3月19日             |
| 8    | キラパティ オープン…できません！                      | 坪田文     | やしろ駿   | 松永真彦   | 渡邉慶子                          | 鈴木祥太        | 3月26日             |
| 9    | キラパティが あなたの恋、叶えます！                   | 黒須美由記 | 小山賢     | 小山賢     | 青山充                            | 栫ヒロツグ      | 4月2日              |
| 10   | ゆかりVSあきら！ 嵐を呼ぶおつかい！                   | 伊藤睦美   | 土田豊     | 土田豊     | 稲上晃                            | 齋藤優          | 4月9日              |
| 11   | 決戦！ プリキュアVSガミー集団！                       | 田中仁     | 宮元宏彰   | 宮元宏彰   | 爲我井克美                        | 黄国威          | 4月16日             |
| 12   | 敵は…モテモテ転校生！？                               | 坪田文     | 座古明史   | 座古明史   | 松浦仁美                          | 鈴木祥太        | 4月23日             |
| 13   | ムリムリ！ ひまり、まさかのデビュー！                 | 犬飼和彦   | 中島豊     | 中島豊     | フランシス・カネダ アリス・ナリオ | 田中里緑        | 4月30日             |
| 14   | お嬢さまロックンロール！                              | 田中仁     | 三上雅人   | 三上雅人   | 上野ケン                          | 戸杉奈津子      | 5月7日              |
| 15   | 愛ゆえに！ 怒りのキュアショコラ！                     | 伊藤睦美   | 鵜飼ゆうき | 古家陽子   | 青山充                            | いいだりえ      | 5月14日             |
| 16   | キケンな急接近！ ゆかりとリオ！                       | 坪田文     | 佐々木憲世 | 佐々木憲世 | 赤田信人                          | 鈴木祥太        | 5月21日             |
| 17   | 最後の実験！ 変身できないキュアホイップ！             | 田中仁     | 今千秋     | 今千秋     | 河野宏之                          | 栫ヒロツグ      | 5月28日             |
| 18   | ウワサの主は強敵ビブリー！                            | 犬飼和彦   | 土田豊     | 松永真彦   | 渡邉慶子                          | 齋藤優          | 6月4日              |
| 19   | 天才パティシエ！ キラ星シエル！                       | 香村純子   | 宮元宏彰   | 宮元宏彰   | 稲上晃                            | 倉橋隆          | 6月11日             |
| 20   | 憧れまぜまぜ！ いちかとシエル！                       | 伊藤睦美   | 中島豊     | 中島豊     | 松浦仁美                          | 鈴木祥太        | 6月25日             |
| 21   | なんですと〜！？ 明かされるシエルの正体！             | 犬飼和彦   | 座古明史   | 座古明史   | フランシス・カネダ アリス・ナリオ | 田中里緑 黄国威 | 7月2日              |
| 22   | やめてジュリオ！ 憎しみのキラキラル！                 | 香村純子   | 貝澤幸男   | 古家陽子   | 青山充                            | 戸杉奈津子      | 7月9日              |
| 23   | 翔べ！ 虹色ペガサス、キュアパルフェ！                 | 田中仁     | 暮田公平   | 暮田公平   | 川村敦子                          | いいだりえ      | 7月16日             |
| 24   | 転校生は妖精キラリン！？                              | 伊藤睦美   | 三上雅人   | 三上雅人   | 上野ケン                          | 鈴木祥太        | 7月23日             |
| 25   | 電撃結婚！？ プリンセスゆかり！                       | 坪田文     | 佐々木憲世 | 佐々木憲世 | 河野宏之                          | 栫ヒロツグ      | 7月30日             |
| 26   | 夏だ！海だ！ キラパティ漂流記！                       | 黒須美由記 | 紅優       | 松永真彦   | 渡邉慶子                          | 齋藤優          | 8月6日              |
| 27   | アツ〜いライブバトル！ あおいVSミサキ！               | 香村純子   | 宮元宏彰   | 宮元宏彰   | 赤田信人                          | 田中里緑        | 8月24日(木) 8月13日 |
| 28   | ふくらめ！ ひまりのスイーツ大実験！                   | 伊藤睦美   | 中島豊     | 中島豊     | 青山充                            | 鈴木祥太        | 8月25日(金) 8月20日 |
| 29   | 大ピンチ！ 闇に染まったキュアマカロン！               | 坪田文     | やしろ駿   | 芝田浩樹   | 稲上晃                            | 黄国威 田中里緑 | 8月27日             |
| 30   | 狙われた学園祭！ ショコラ・イン・ワンダーランド！     | 田中仁     | 小山賢     | 古家陽子   | フランシス・カネダ アリス・ナリオ | 戸杉奈津子      | 9月3日              |
| 31   | 涙はガマン！ いちか笑顔の理由！                       | 田中仁     | 畑野森生   | 畑野森生   | 川村敦子                          | いいだりえ      | 9月10日             |
| 32   | キラッと輝け6つの個性！ キラキラルクリーマー！        | 香村純子   | 貝澤幸男   | 三上雅人   | 上野ケン                          | 鈴木祥太        | 9月17日             |
| 33   | スイーツがキケン！？ 復活、闇のアニマル！             | 伊藤睦美   | 角銅博之   | 角銅博之   | 河野宏之                          | 栫ヒロツグ      | 9月24日             |
| 34   | 小さな大決闘！ ねこゆかりVS妖精キラリン！             | 森江美咲   | 今千秋     | 松永真彦   | 渡邉慶子                          | 齋藤優          | 10月1日             |
| 35   | デコボコぴったり！ ひまりとあおい！                   | 吉成郁子   | 佐々木憲世 | 佐々木憲世 | 赤田信人                          | 田中里緑        | 10月8日             |
| 36   | いちかとあきら！ いちご坂大運動会！                   | 香村純子   | 中島豊     | 中島豊     | 青山充                            | 鈴木祥太        | 10月15日            |
| 37   | サリュー！ シエル、フランスへ去るぅー！？             | 村山功     | 宮元宏彰   | 宮元宏彰   | 松浦仁美                          | 黄国威          | 10月22日            |
| 38   | ペコリン 人間になっちゃったペコ〜！                   | 犬飼和彦   | 芝田浩樹   | 芝田浩樹   | フランシス・カネダ アリス・ナリオ | 戸杉奈津子      | 10月29日            |
| 39   | しょんな〜！ プリキュアの敵はいちご坂！？             | 田中仁     | 紅優       | 古家陽子   | 稲上晃                            | いいだりえ      | 11月12日            |
| 40   | レッツ・ラ・おきがえ！ スイーツキャッスルできあがり！ | 田中仁     | 畑野森生   | 畑野森生   | 河野宏之                          | 鈴木祥太        | 11月19日            |
| 41   | 夢はキラ☆ピカ無限大！                                 | 香村純子   | 角銅博之   | 角銅博之   | 上野ケン                          | 栫ヒロツグ      | 11月26日            |
| 42   | 歌えWOW！ あおいラストソング！                        | 吉成郁子   | 三上雅人   | 三上雅人   | 板岡錦                            | 戸杉奈津子      | 12月3日             |
| 43   | かくし味は勇気です！ ひまりの未来レシピ！             | 伊藤睦美   | やしろ駿   | 松永真彦   | 渡邉慶子                          | 本間禎章        | 12月10日            |
| 44   | 雪に秘めた想い！ 愛をさけべ、あきら！                 | 田中仁     | 中島豊     | 中島豊     | 青山充                            | いいだりえ      | 12月17日            |
| 45   | さよならゆかり！ トキメキ☆スイーツクリスマス！        | 坪田文     | 佐々木憲世 | 佐々木憲世 | 赤田信人                          | 鈴木祥太        | 12月24日            |
| 46   | ノワール大決戦！ 笑顔の消えたバースデー！             | 田中仁     | 宮元宏彰   | 宮元宏彰   | フランシス・カネダ アリス・ナリオ | 田中里緑        | 2018年 1月7日       |
| 47   | 大好きをとりもどせ！ キュアペコリンできあがり！       | 大内珠帆   | 芝田浩樹   | 古家陽子   | 稲上晃                            | 齋藤優          | 1月14日             |
| 48   | さいごの戦い！ 世界まるごとレッツ・ラ・まぜまぜ！     | 田中仁     | 暮田公平   | 暮田公平   | 川村敦子                          | 鈴木祥太        | 1月21日             |
| 49   | 大好きの先へ！ ホイップ・ステップ・ジャーンプ！       | 田中仁     | 貝澤幸男   | 貝澤幸男   | 井野真理恵                        | 飯野敏典        | 1月28日             |

## 放送局・配信元

### 日本国内での放送
字幕放送・連動データ放送はテレビ朝日系列フルネット局のみ実施。
| 放送地域       | 放送局                                                          | 放送期間                                             | 放送日時                          | 系列           | 備考                          |
| -------------- | --------------------------------------------------------------- | ---------------------------------------------------- | --------------------------------- | -------------- | ----------------------------- |
| 日本国内       | 朝日放送（制作局）をはじめとする テレビ朝日系列フルネット全24局 | 2017年2月5日 - 2018年1月28日                         | 日曜 8:30 - 9:00                  | テレビ朝日系列 | 同時ネット                    |
| 鳥取県・島根県 | 山陰放送                                                        | 2017年2月11日 - 2018年2月3日                         | 土曜 11:15 - 11:45                | TBS系列        | 遅れネット スポンサードネット |
| 宮崎県         | 宮崎放送                                                        | 2017年3月4日 - 3月25日 2017年4月15日 - 2018年3月10日 | 土曜 5:30 - 6:00 土曜 5:15 - 5:45 | TBS系列        | 遅れネット 番組販売           |

### 日本国外でのネット配信
台湾
2017年11月3日から2018年5月11日まで東森幼幼台YouTubeチャンネルにて、『光之美少女 食尚甜心』のタイトルで毎週金曜・土曜にテレビシリーズの配信を実施。普通話配信、繁体字字幕あり。日本国内での視聴はできない。
フランス
2020年7月14日より、アニメデジタルネットワークにて、テレビシリーズ全話の配信を実施。
南北アメリカ・オーストラリア・ニュージーランド・ヨーロッパ・中東・アフリカ
2020年8月にCrunchyrollによる配信が行われると発表されている。

## 映画
映画 キラキラ☆プリキュアアラモード パリッと!想い出のミルフィーユ!
2017年10月28日公開。キュアパルフェ（キラリン）、いちご山の長老、ピカリオは映画初登場となる。後述の『ドリームスターズ』に登場した妖精たちがメインのCG短編作品『Petit☆ドリームスターズ!レッツ・ラ・クッキン?ショータイム!』も同時上映される。
同作品のオリジナルキャラクターであるジャン=ピエールは、映画公開に先駆ける形でテレビシリーズ第22話にも、シエル（キラリン）の回想シーンに一瞬だけ登場している。また公開直前の放送となる第37話では映画と連動したエピソードが放送された。さらに第48話ではエリシオの体内に吸収されたプリキュアにキラキラルを与えて励ます場面に、ジャン=ピエールと、敵キャラ「クック」に似た少女（映画ラストに登場）が登場している。
同作品の公開に合わせ、本作品の第36話から第39話までのオープニング映像には同作品のハイライトシーンが一部使用されている。

### クロスオーバー映画
映画 プリキュアドリームスターズ!
2017年3月18日公開。本作品からはキュアホイップ、キュアカスタード、キュアジェラート、キュアマカロン、キュアショコラ、ペコリンが登場。
同作品の公開に合わせ、本作品の第5話から第10話までのオープニング映像、並びに第6話と第7話のエンディング映像には同作品のハイライトシーンが一部使用されている。エンディングでは両脇に同作品の前売券限定グッズとなる「サクラケーキだいふく」と「モフルンさくらマフィン」が映されている。
映画 プリキュアスーパースターズ!
2018年3月17日公開。『ドリームスターズ!』に登場済みの5人とペコリンに加え、キュアパルフェがクロスオーバー映画初登場。また、いちご山の長老が登場。また作中にていちかと『HUGっと!プリキュア』のはな（キュアエール）が初対面した際、本作品の最終回にて対面済みであることを踏まえた描写・演出も盛り込まれている。
映画 HUGっと!プリキュア♡ふたりはプリキュア オールスターズメモリーズ
2018年10月27日公開。本作品のプリキュア6人が声付きで登場。
映画 プリキュアミラクルユニバース
2019年3月16日公開。本作品のプリキュア6人とペコリン、いちご山の長老が登場。
映画 プリキュアオールスターズF
2023年9月15日公開。プリキュアシリーズ20周年を記念したオールスターズ映画で、本作品を含む歴代プリキュアが総登場する。本作品からはキュアホイップ、キュアマカロン、キュアショコラが声付きで登場しており、その中でもキュアマカロンはメインキャラクターとなっている。

## その他の作品
HUGっと!プリキュア
2018年に放送された、プリキュアのテレビシリーズ第15作。同作品の第36・37話に本作品のプリキュア全員とペコリン、いちご山の長老が声付きで登場。このほか、その他のいちご山の妖精たち（36話）、リオとビブリー（37話）が1カットのみ登場。『ハピネスチャージプリキュア!』以前のプリキュアたちとは同作品が初対面となる。
ひろがるスカイ!プリキュア
2023年に放送された、プリキュアのテレビシリーズ第20作目。第12話のエンディング映像冒頭にキュアホイップが登場。映像中盤に登場するミラーパッドの画面上にもプリキュアへの変身バンクをハイライトで流す形で登場している。

## 漫画版
これまでのシリーズ同様、『なかよし』（講談社）にて、上北ふたごによる漫画版が2017年3月号から2018年2月号まで連載された。コミックの1巻には描き下ろしのエピソードも掲載されており、漫画版オリジナルの敵、ソルティペッパーが登場する。また、2017年11月号掲載分はシリーズ連載初となる2本立てで、うち1話は映画『パリッと!想い出のミルフィーユ!』の前日譚として描かれている。

### 書誌情報
いずれも通常版と特装版でカバーイラストやピンナップイラストが異なるほか、特装版には描き下ろし漫画を収録した小冊子が付属する。
1. 『キラキラ☆プリキュアアラモード1 プリキュアコレクション』 2017年8月10日発売
  - 『なかよし』2017年3月号 - 8月号掲載分及び描き下ろし作品を収録
    - 通常版 ISBN 978-4-06-337866-5
    - 特装版 ISBN 978-4-06-362369-7
      - 小冊子には歴代プリキュアが登場する描き下ろし作品を収録。
2. 『キラキラ☆プリキュアアラモード2 プリキュアコレクション』 2018年3月13日発売
  - 『なかよし』2017年9月号 - 2018年2月号掲載分及び描き下ろし作品を収録
    - 通常版 ISBN 978-4-06-511046-1
    - 特装版 ISBN 978-4-06-511045-4
      - 小冊子には本作品及び『魔法つかいプリキュア!』『HUGっと!プリキュア』の3作品のプリキュアが共演する描き下ろし作品を収録。

また、『魔法つかいプリキュア!』第2巻特装版（2017年3月13日発売、ISBN 978-4-06-362357-4）付属小冊子には同作品と本作品、そして『Go!プリンセスプリキュア』の3作品のプリキュアが共演する描き下ろし漫画が収録されている。

## キャラクターショー
遊園地やイベント会場等で観覧できるキャラクターショーは従来の2期構成から変わって3期に分かれており、第1期では初期メンバー5人とペコリン、敵側はガミーとショーオリジナルのモンブランが登場する。第2期ではパルフェが加わる一方、ペコリンが登場しなくなるほか、敵側ではビブリーが登場する。第3期ではプリキュア6人とペコリン、改心後のガミーが登場するが、ノワールが声のみで登場しガミーを再び闇に染めるという展開が盛り込まれている。アクションシーンは過去シリーズ同様に肉弾戦を主体としている。
上記とは別に、劇団飛行船制作の『キラキラ☆プリキュアアラモード ドリームステージ〜メチャまぜ♥キラパティレビュー〜』としてミュージカルショー（有料）も7月より開催されている。ミュージカル、ダンスレクチャー、ライブショーの3部構成となっており、ミュージカル本編では敵側からエリシオが登場するほか、他シリーズからの客演としてキュアミラクルとキュアフローラが登場、さらにライブショーでは『Go!プリンセスプリキュア』『魔法つかいプリキュア!』の全プリキュアも登場する。

## イベント
キラキラ☆プリキュアアラモードLIVE2017 スウィート☆デコレーション
2017年10月7日に東京都葛飾区のかつしかシンフォニーヒルズモーツァルトホールで開催された、主題歌歌手と出演声優によるキャラクターソングライブ。詳細は当該項目を参照。

## 関連商品
音楽CD・映像ソフトの発売元はいずれもマーベラス。

### 音楽CD
いずれも販売元はソニー・ミュージックマーケティング。サウンドトラック・ボーカルアルバムの詳細は『キラキラ☆プリキュアアラモード サウンドアルバム』を参照。
シングル
1. 「SHINE!! キラキラ☆プリキュアアラモード/レッツ・ラ・クッキン☆ショータイム」（2017年3月1日発売）
  - CD+DVD盤：MJSS-09184 - 85
  - 通常盤：MJSS-09186
  - オープニングテーマと前期エンディングテーマを収録。CD+DVD盤のDVDには前期のオープニングおよびエンディングのノンテロップムービーが収録されている。初回限定封入特典は、通常盤がジャケットイラスト・ステッカー、CD+DVD盤がキラキラ☆パティシール。

2. 「「キラキラ☆プリキュアアラモード」キャラクターソングシングル sweet etude」（2017年4月26日発売、MJSS-09193 - 7/2017年8月2日発売、MJSS-09199）
  - 挿入歌として用いられているプリキュア達によるキャラクターソングのシングルシリーズ6作品。カップリング曲としてエンディングテーマ「レッツ・ラ・クッキン☆ショータイム」の各キャラによるカバーバージョンを収録。

3. 「シュビドゥビ☆スイーツタイム/勇気が君を待ってる」（2017年8月23日発売）
  - CD+DVD盤：MJSS-09203 - 4
  - 通常盤：MJSS-09205
  - 後期エンディングテーマと挿入歌「勇気が君を待ってる」を収録。CD+DVD盤のDVDには後期のオープニングおよびエンディングのノンテロップムービーが収録されている。初回限定封入特典はジャケットイラスト・ステッカー。

サウンドトラック
1. 『キラキラ☆プリキュアアラモード オリジナル・サウンドトラック1 プリキュア・サウンド・デコレーション!!』（2017年5月31日発売、MJSA-01220）
  - BGMと主題歌のテレビサイズ・バージョン、ボーナストラックとして挿入歌「Soul Believer」のガナッシュバージョンのフルサイズなど全44曲を収録したサントラ盤。初回封入特典はジャケットサイズ・ステッカー。

2. 『キラキラ☆プリキュアアラモード オリジナル・サウンドトラック2 プリキュア・サウンド・ゴーランド!!』（2017年11月29日発売、MJSA-01227）
  - BGMと主題歌や挿入歌のテレビサイズ・バージョンなど全45曲を収録したサントラ盤。初回封入特典はジャケットサイズ・ステッカー。

ボーカルアルバム
1. 『キラキラ☆プリキュアアラモード ボーカルアルバム キュアラモード☆アラカルト』（2017年7月26日発売、MJSA-01221 - 2）
  - オープニングテーマのロングイントロバージョンとエンディングテーマのプリキュアバージョン、挿入歌「Soul Believer」のあおいバージョンをはじめ、プリキュアとペコリンによるキャラクターソングの新曲や主題歌歌手によるイメージソングなど全10曲を収録したボーカルアルバム。キャラクターソングなどのダンスレッスンムービー6本を収録したDVDを同梱。初回封入特典はジャケットサイズ・ステッカー。

2. 『キラキラ☆プリキュアアラモード ボーカルアルバム2 苺坂物語』（2017年11月29日発売、MJSA-01226）
  - 挿入歌などキャラクターソングの新曲や主題歌歌手によるイメージソング、「Soul Believer」のあおいとあやねのデュエットバージョン、「sweet etude」収録曲のオリジナル・メロディ・インストバージョンなど全16曲を収録したボーカルアルバム。初回封入特典はジャケットサイズ・ステッカー。

3. 『キラキラ☆プリキュアアラモード ボーカルベストアルバム スイート☆エチュード☆アラモード』（2018年1月17日発売、MJSA-01228）
  - 「sweet etude」収録曲や新録挿入歌などを収録したベストアルバム。初回封入特典はジャケットサイズ・ステッカー。

### DVD / Blu-ray Disc
いずれも販売元はポニーキャニオン。2017年7月19日発売のDVD第2巻で、プリキュアのテレビシリーズのDVD通算200巻を達成した。
DVDは2017年6月21日から2018年5月16日にかけて全16巻（各巻3話（Vol.16のみ4話）収録）が、Blu-ray Discは2017年9月20日から2018年5月16日にかけて全4巻（各巻2枚組・12話（Vol.4のみ13話）収録）がそれぞれ発売された。DVDおよびBD第1巻に収録の第1話には、いちか役の美山加恋とペコリン役のかないみかによるオーディオコメンタリーが収録される。
| 巻数 | 収録話数    | ジャケットイラスト | 映像特典 | 発売日         |
| ---- | ----------- | --- | --- | -------------- |
| 1    | 1話 - 3話   | キュアホイップ キュアカスタード キュアジェラート キュアマカロン キュアショコラ ペコリン                                | 前期ノンテロップOP&ED 前期エンディングダンスレッスンムービー アニマルスイーツレシピ動画1〜3 番組PV集 Blu-ray&DVD告知CM 第1話オーディオコメンタリー | 2017年6月21日  |
| 2    | 4話 - 6話   | キュアホイップ ペコリン                                                                                                | 前期エンディングダンスレッスンムービー アニマルスイーツレシピ動画4〜5                                                                              | 2017年7月19日  |
| 3    | 7話 - 9話   | キュアカスタード ペコリン                                                                                              | 前期エンディングダンスレッスンムービー | 2017年8月16日  |
| 4    | 10話 - 12話 | キュアジェラート ペコリン                                                                                              | 前期エンディングダンスレッスンムービー | 2017年9月20日  |
| 5    | 13話 - 15話 | キュアマカロン ペコリン                                                                                                | 前期エンディングダンスレッスンムービー アニマルスイーツレシピ動画集                                                                                | 2017年10月18日 |
| 6    | 16話 - 18話 | キュアショコラ ペコリン                                                                                                | 前期エンディングダンスレッスンムービー | 2017年11月15日 |
| 7    | 19話 - 21話 | いちか・ひまり・あおい ゆかり・あきら （キラパティ制服） ペコリン                                                      | 前期エンディングダンスレッスンムービー | 2017年12月20日 |
| 8    | 22話 - 24話 | キュアパルフェ ピカリオ                                                                                                | 前期エンディングダンスレッスンムービー | 2018年1月17日  |
| 9    | 25話 - 27話 | いちか・シエル・ペコリン                                                                                               | エンディングダンスレッスンムービー | 2018年2月21日  |
| 10   | 28話 - 30話 | ひまり・あおい・ペコリン                                                                                               | エンディングダンスレッスンムービー | 2018年2月21日  |
| 11   | 31話 - 33話 | あきら・ゆかり ペコリン・三ツ星にゃんこ                                                                                | エンディングダンスレッスンムービー | 2018年3月21日  |
| 12   | 34話 - 36話 | キュアホイップ キュアカスタード キュアジェラート ペコリン                                                              | エンディングダンスレッスンムービー | 2018年3月21日  |
| 13   | 37話 - 39話 | キュアマカロン キュアショコラ ペコリン                                                                                 | エンディングダンスレッスンムービー | 2018年4月18日  |
| 14   | 40話 - 42話 | キュアパルフェ ジュリオ ペコリン                                                                                       | エンディングダンスレッスンムービー | 2018年4月18日  |
| 15   | 43話 - 45話 | キュアホイップ キュアカスタード キュアジェラート キュアマカロン キュアショコラ キュアパルフェ （アラモードスタイル）   | エンディングダンスレッスンムービー | 2018年5月16日  |
| 16   | 46話 - 49話 | キュアホイップ キュアカスタード キュアジェラート キュアマカロン キュアショコラ キュアパルフェ ペコリン・長老・ピカリオ | エンディングダンスレッスンムービー | 2018年5月16日  |

| 巻数 | 収録話数    | ジャケットイラスト | 映像特典 | 発売日        |
| ---- | ----------- | --- | --- | ------------- |
| 1    | 1話 - 12話  | キュアホイップ キュアカスタード キュアジェラート ペコリン                                                                             | 前期ノンテロップOP&ED 前期エンディングダンスレッスンムービー 変身シーン集 アニマルスイーツレシピ動画1〜5 設定資料ギャラリー 番組PV集 Blu-ray&DVD告知CM 第1話オーディオコメンタリー | 2017年9月20日 |
| 2    | 13話 - 24話 | キュアマカロン キュアショコラ ペコリン                                                                                                | 後期ノンテロップOP&ED 後期エンディングダンスレッスンムービー 変身＆技シーン集 アニマルスイーツレシピ動画集 設定資料ギャラリー                                                      | 2018年1月17日 |
| 3    | 25話 - 36話 | キュアパルフェ ペコリン リオ/ジュリオ                                                                                                 | 技シーン集 アニマルスイーツレシピ動画集 設定資料ギャラリー | 2018年3月21日 |
| 4    | 37話 - 49話 | キュアホイップ キュアカスタード キュアジェラート キュアマカロン キュアショコラ キュアパルフェ ペコリン・長老・リオ ビブリー・ルミエル | 変身&技シーン集 アニマルスイーツレシピ動画集 設定資料ギャラリー | 2018年5月16日 |

#### ライブ・ビデオ
キラキラ☆プリキュアアラモードLIVE2017 スウィート☆デコレーション（2018年2月21日発売、マーベラス/ポニーキャニオン）
2017年10月7日にかつしかシンフォニーヒルズモーツァルトホールで開催された、主題歌歌手と出演声優によるシリーズ初のキャラクターソングライブを昼夜2部それぞれBD/DVD1枚ずつ計2枚組で収録したライブ・ビデオ。

### スマートフォンアプリ
キラキラ☆プリキュアアラモード公式応援アプリ
iOS版（iPhone/iPadユニバーサル対応）とAndroid版が用意されている。
前述の通り、番組連動がこれまでの放送中にタップする形式から、データ放送に映されたアイテムをカメラで読み取って取得し、写真のデコレーション素材として使える形式に変わっている。
キラキラ☆プリキュアアラモード アラモードコレクション
auスマートパス向けのサービスで、Android版はネイティブアプリ、iOS版はWebアプリで提供している。これまでの「ボイス&カードコレクション」「魔法つかいプリキュア!マジカルコレクション」同様に放送後30分以内にアクセスすることでキャラクターのイラストカードや音声、ボイスムービーが入手出来るほか、スタンプを貯めることでイラストカードや音声、ボイスムービーが得られる「スタンプコレクション」も実施、2017年5月31日からは表示されたスイーツとシルエットの絵合わせゲーム「パティシエコレクション」を開始している。
プリキュア つながるぱずるん
2017年3月16日から2020年6月2日まで、バンダイナムコエンターテインメント（BNEI）より配信されたスマートフォン向けゲームアプリ。2017年3月19日より本作品に登場するプリキュアが順次実装され、8月19日にはキュアパルフェも実装された。
「プリキュアオールスターズ」LINE着せ替え/「キラキラ☆プリキュアアラモード」LINE着せ替え
『映画 プリキュアドリームスターズ!』公開を記念として販売されたLINEの着せ替えセット。本作品及び『Go!プリンセスプリキュア』『魔法つかいプリキュア!』の3デザインが用意されている。また、2017年7月には本作品単独の着せ替えも販売されている。
「キラキラ☆プリキュアアラモード」LINEスタンプ
無料通話アプリLINEのクリエイターズスタンプ。このスタンプのために新たに描き下ろされたイラスト全40種類を用いている。LINE STOREで販売されている。6月24日に第1弾、10月7日に第2弾が発売。
プリキュアかずあそび
NTTドコモの知育サービス「dキッズ」で提供されている算数学習用アプリ。数字の数え方から足し算引き算までをプリキュアと一緒に学習できる。

### 関連書籍
『月刊ComicREX』2017年9月号増刊　『Febri』Vol.43　「巻頭特集 キラキラ☆プリキュアアラモード」（一迅社、2017年8月10日発売）
シリーズディレクターのコメント付き前半2クール分のストーリーガイドに加え、メインキャスト6人の座談会や、シリーズディレクターの暮田公平と貝澤幸男、キャラクターデザインの井野真理恵、プロデューサーの神木優、バンダイガールズトイ事業部の長谷川歩のインタビュー記事、井野によるキャラクター設定や修正原画、映画の最新情報などで構成した38頁の特集記事。
『アニメージュ』2018年1月号増刊 『キラキラ☆プリキュアアラモード』特別増刊号（徳間書店、2017年11月16日発行）
映画公開に合わせて発行されるアニメージュの増刊号で、これまで同誌に掲載された記事の再録や最新情報、スタッフインタビューや声優の座談会・インタビューなど、テレビシリーズと映画の情報を掲載。昨年までと異なりこの号より全ページフルカラーとなる。
『キラキラ☆プリキュアアラモード オフィシャルコンプリートブック』（アニメディア編集部・編、学研プラス・発行、2018年3月17日発売） ISBN 978-4-05-611342-6
主要キャラクターの紹介や設定資料、全ストーリーの解説、声優・スタッフ・主題歌歌手などのインタビュー、劇場版情報などで構成。
『キラキラ☆プリキュアアラモード設定資料集』（東映アニメーション、2018年7月10日発売）
本作品の設定資料集。A4横版全480ページ、表紙箔押し仕様。
『井野真理恵 東映アニメーションプリキュアワークス』（一迅社、2019年12月23日発売予定）ISBN 978-4-7580-1676-6
本作品を中心とした井野によるイラストギャラリーの書籍。各種アニメ雑誌やDVDジャケットなどに使われた版権イラスト、キャラクター設定、原画等を収録。

### フィギュア
S.H.Figuartsシリーズ

S.H.Figuarts キュアホイップ
魂ウェブ商店限定。2018年2月発送。ペコリンのミニフィギュア、スイーツパクト、キャンディロッド、ワンダフルアラモード用のPETパーツが付属。
S.H.Figuarts キュアマカロン
魂ウェブ商店限定。2018年6月発送。スイーツパクト、キャンディロッド、ワンダフルアラモード用のPETパーツ、しゃがみポーズ用のスカートパーツが付属。
S.H.Figuarts キュアショコラ
魂ウェブ商店限定。2018年9月発送。スイーツパクト、キャンディロッド、ワンダフルアラモード用のPETパーツが付属。
S.H.Figuarts キュアパルフェ
魂ウェブ商店限定。2018年10月発送。スイーツパクト、レインボーリボン及びそれ専用のリボンパーツが付属。
S.H.Figuarts キュアカスタード＆キュアジェラートセット
魂ウェブ商店限定。2018年12月発送。キラリンとピカリオのミニフィギュア、スイーツパクト、キャンディロッド、キュアジェラート変身時のギターエフェクトパーツ、ワンダフルアラモード用のPETパーツが付属。

### その他
ミスタードーナツとのコラボ商品
2017年7月20日から販売される物で、「ペコリンドーナツ」のほか、オリジナルボックスに入った商品やレシピノートが付いたキッズセットが販売される。
また、同年11月15日からはプリキュアが描かれたミニポーチが付属するキッズセットが販売される。
ローソンとのコラボ商品
ローソンのイメージカラーである青と白のストライプ及びワンポイントのピンクをあしらった服を着たプリキュア6人とペコリンの描き下ろしイラストを使った、アクリルスタンドパネルと、缶バッジ・キーホルダー・タペストリーのセットが販売される。
また、2017年11月4日からは全国のローソン（沖縄県内の店舗、ナチュラルローソンを除く）で、バンダイによるチルドデザート「プリキュア アニマルスイーツ うさぎショートケーキ」が先行販売される。
「初音ミク」「鏡音リン・レン」とのコラボ商品
2017年に10周年を迎え、また一部担当声優も共通しているVOCALOID「初音ミク」「鏡音リン・レン」とのコラボレーションとして、いちか・ゆかり・あきら・シエルがミク、ひまりがリン、あおいがレン、ミクがホイップ、リンがカスタード、レンがジェラートのそれぞれのコスチュームを着たイラストを用いたグッズを公式ショップ「プリティストア」で販売する。
プリプリおてだま
プリティストアで販売したお手玉型の小さなぬいぐるみ。キュアホイップ、キュアカスタード、キュアジェラート、キュアマカロン、キュアショコラ、ペコリンの6種類。後からキュアパルフェ、キラリン、ジュリオ、ピカリオの4種が追加された。
ぷりきゅみシリーズ 第1弾
各プリティストアで販売。前作『魔法つかいプリキュア!』・本作品・次作『HUGっと!プリキュア』のプリキュアたちが様々な妖精（歴代妖精には含まれていない妖精も含む）の着ぐるみを着たイラストが描かれている。ミニタオル、クッション、アクリルチャームは、缶バッジ、パスケースがある。
ユニクロ「UT」
本作品とユニクロのTシャツブランド「UT」とコラボした4種類の子ども向けTシャツを2017年5月26日から全国のユニクロキッズを取扱うユニクロ店舗および同社のオンラインショップにて販売。Tシャツにはプリキュア5人やペコリン、アニマルスイーツなどが描かれている。また、同商品を2点購入するとユニクロ限定でオリジナルデザインの「アニマルスイーツ うさぎホイップケーキポップ」が1個プレゼントされた。

## 話題
- 国境なき医師団日本が2017年11月1日に創設25周年を記念して開設した特設サイトにおいて、いちか（ホイップ）が祝福のメッセージを贈るコラボレーションが行われている。これはいちかの母さとみが世界中の小さな村を回り医療人道援助に携わっているという設定が、SNS等で国境なき医師団を想起させると話題になったことから実現した物で、同団体としては史上初のアニメ作品とのコラボレーションとなる。特設サイトには記念メッセージの他、東映アニメーションによる描き下ろしイラストも掲載されている[87][88]。
- 最終話が放送された2018年1月28日には、直前の時間帯に放送されているニュース・情報番組『サンデーLIVE!!』（テレビ朝日・朝日放送・メ〜テレ共同制作）とコラボレーションし、地上波の生放送で初めてLive2Dの技術を使って描き動くキュアホイップと、当時同番組メインキャスターであった東山紀之による生でのクロストークを展開した[89]。
- 2024年2月4日より開始のシリーズ第21作『わんだふるぷりきゅあ!』の放送開始記念として、同月1日より東映アニメーションミュージアム公式YouTubeチャンネルにて本作品の配信を行う（毎日1話ずつ2週間限定公開）[90]。